# Jom Tob Azulay
Jom Tob Azulay   (Rio de Janeiro, 1941) és un cineasta i antic diplomàtic brasiler. Va ser professor de cinema a la Universitat Federal de l'Estat de Rio de Janeiro.

## Carrera
De 1971 a 1974, va exercir de cònsol adjunt del Brasil a Los Angeles mentre assistia a cursos de cinema a la Universitat del Sud de Califòrnia, Universitat de Califòrnia a Los Angeles i California Institute of the Arts. L'any 1972 va fer un curs sobre el cinema com a art visual, impartit per Slavko Vorkapich a la USC. El 1973, l'experiència de documentar l'enregistrament d'estudi de l'àlbum bossanova Elis & Tom amb el director de fotografia brasiler Fernando Duarte va ser influent per determinar els seus futurs projectes de documentals musicals al Brasil. També va conèixer la pel·lícula Brasil: Report on Torture (1971), un documental sobre la tortura durant el règim militar brasiler realitzat a Xile per Haskell Wexler i Saul. Landau, que va ajudar a donar a conèixer clandestinament al Brasil i als EUA.
El 1974, Azulay va dimitir per motius polítics del Ministeri de Relacions Exteriors. Encara a Los Angeles, va conèixer el cineasta brasiler Alberto Cavalcanti amb qui més tard treballarà i influirà en la seva concepció del cinema. De retorn al Brasil l'any 1975, va produir, amb el suport de l'estatal Embrafilme, Um Homem e o Cinema (1976), l'últim treball de Cavalcanti, i va realitzar les seves primeres pel·lícules com a fotògraf-director: el migmetratge documental Exu Mangueira (1975) i el curt Euphrasia (1975). Tots dos apunten a les seves futures inclinacions estètiques i temàtiques: l'aprehensió rouchiana immediata de la realitat del cinema directe i la reconstitució del passat històric. El 1975, va ser un dels primers a utilitzar equips de vídeo portàtils (Portapak - ½") al Brasil, filmant obres de vídeo-art d'artistes visuals destacats de Rio de Janeiro, com Anna Bella Geiger, Paulo Herkenhoff, Fernando Cocchiarale, Sônia. Andrade, Ivens Machado, Letícia Parente, Angelo de Aquino i Miriam Danowski.
Els seus primers llargmetratges, Os Doces Bárbaros (1978) i Corações a Mil (1983), van ser musicals sobre música pop utilitzant la tècnica del cinema directe. Corações a Mil va utilitzar la tècnica del cinema directe en un llenguatge de comèdia de ficció en què dos actors (Joel Barcellos i Regina Casé) van improvisar els seus diàlegs com a acció real: una gira de Gilberto Gil de nord a sud del país – va tenir lloc. El so de la pel·lícula en Dolby-Stereo, processat a Los Angeles, va introduir aquesta tecnologia d'àudio vital per primera vegada al cinema brasiler. El 1993, va ser el productor brasiler del final de It's All True, una pel·lícula inacabada d'Orson Welles, rodada el 1942 al Brasil. El 1995 va estrenar O Judeu, una pel·lícula històrica (segle xviii), rodada a Portugal, la primera coproducció oficial luso-brasilera que va produir i dirigir amb un repartiment internacional i un equip tècnic. Va guanyar diversos premis, inclòs el premi a la millor pel·lícula al Festival de Cinema de Brasilia de 1995 i el premi HBO/Brasil (1996).

## Filmografia
- Estorvo (1998)
- O Judeu (1995)
- It's All True (1993) -
- Corações a Mil (Musical, 1981)
- Os Doces Bárbaros (Musical, 1977)
- Um Homem e o Cinema (1976)
- Euphrasia (1975)
- Exu Mangueira (1975)